# Aleks Buda
Aleks Buda (ur. 7 września 1910 w Elbasanie, zm. 7 lipca 1993 w Tiranie) – albański historyk.

## Życiorys
Był synem Dimitra. Pochodził z rodziny kupieckiej, o korzeniach żydowskich. Uczył się początkowo w Lecce, by w 1930 ukończyć szkołę średnią w Salzburgu. W 1938 ukończył studia filologiczne na Uniwersytecie Wiedeńskim, gdzie studiował pod kierunkiem Karla Patscha. Powrócił do Albanii w lutym 1939 i objął stanowisko nauczyciela w liceum w Korczy. Od 1943 uczył w jednej ze szkół w Tiranie.
Po zakończeniu wojny, w 1945 objął stanowisko dyrektora Biblioteki Narodowej w Tiranie. Od tego czasu jego zainteresowania naukowe koncentrowały się na historii starożytnej i średniowiecznej. W 1955 należał do grona założycieli pierwszego Instytutu Historii w Tiranie. Był także w gronie inicjatorów Akademii Nauk Albanii – w 1972 został jej prezesem.
Publikację prac naukowych Budy rozpoczęto w 1986 w zbiorze Shkrime historike (Prace historyczne) – do 2002 ukazało się trzy tomy tego dzieła. Był współautorem II tomu Historii Albanii (Historia e Shqipērise), która ukazała się w 1965 i Słownika Encyklopedycznego Albanii (Fjalori Enciklopedik Shqiptar).
Był żonaty (żona Vasilika, zm. 2006). W 2005 ukazały się wspomnienia A. Budy, opracowane przez jego córkę Tatjanę Haxhimihali. Imię Budy noszą ulice w Tiranie i w Elbasanie. W 2015 odsłonięto jego popiersie dłuta Ilmi Kasemiego w parku przy budynku Akademii Nauk Albanii w Tiranie.

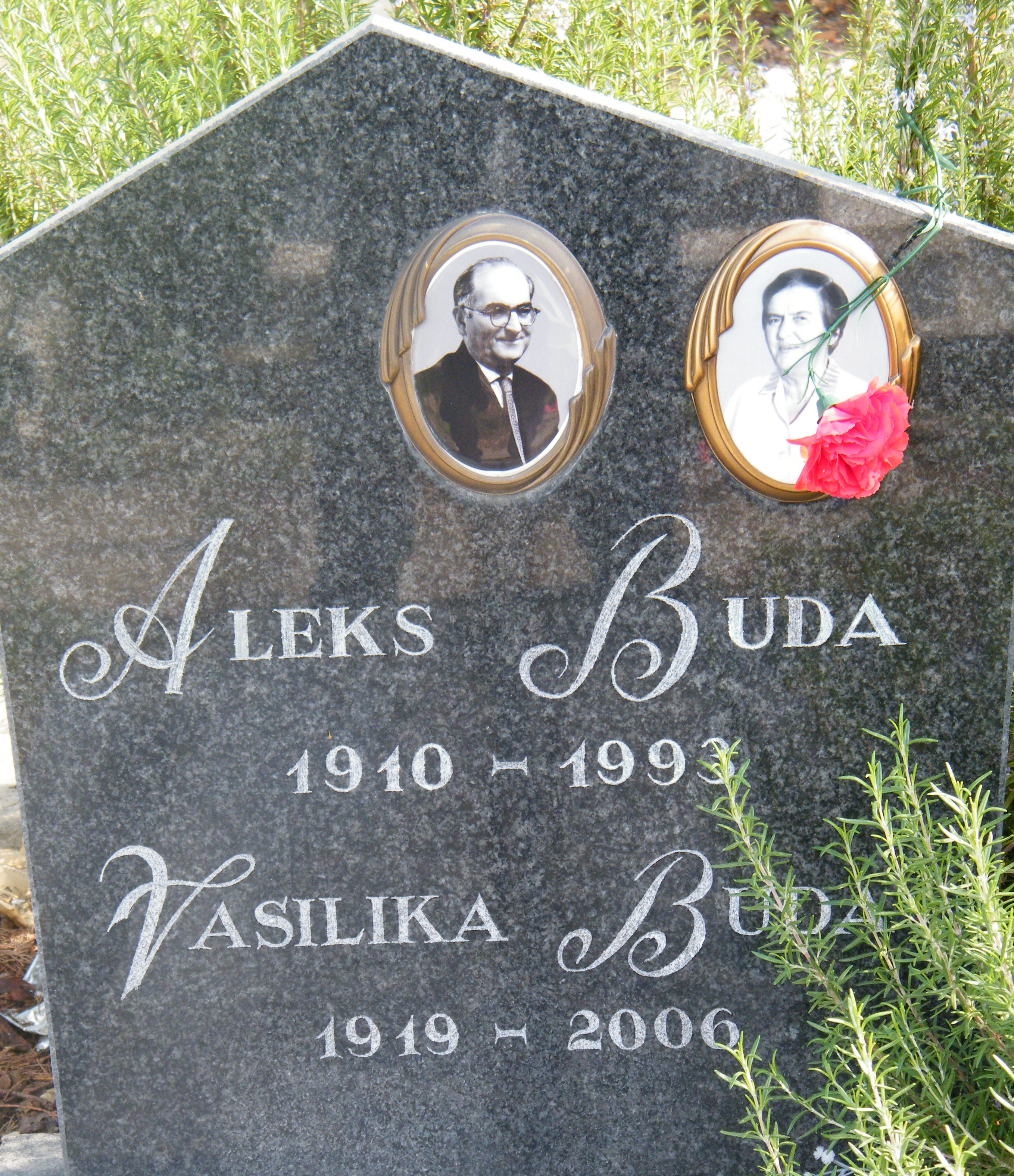
Grób Aleksa Budy i jego żony na cmentarzu Sharre w Tiranie